# جوليا ريفا
جوليا ريفا (بالإيطالية: Giulia Riva)‏ هي منافسة ألعاب القوى إيطالية، ولدت في 31 يناير 1992 في ميلانو في إيطاليا.

## وصلات خارجية
- جوليا ريفا على موقع الاتحاد الدولي لألعاب القوى (الإنجليزية)
- جوليا ريفا على موقع الاتحاد الإيطالي لألعاب القوى (الإيطالية)